# بهاءالدین قراقوش
بهاء الدین أبو سعید قراقوش بن عبدالله الأسدی (به انگلیسی: Baha al-Din Qaraqush)، فرماندهٔ نظامی (خواجه) در خدمت صلاح‌الدین ایوبی بود که به همراه عیسی الحکاری نقش به سزایی در به قدرت رسیدن صلاح‌الدین در مصر ایفا کرد. او به عنوان پیشکار کاخ و همچین زندانبان خاندان فاطمی معزول‌شده نیز خدمت می‌کرد و در ساخت قلعه قاهره و استحکامات عکا صلاح‌الدین را یاری کرد. پس از مرگ صلاح‌الدین، او به عنوان نایب مصر برای سلطان جدید آن، العزیز عثمان و المنصور ناصر، حکومت را در دست داشت تا آن که به اجبار قدرت را واگذار کرد. او سرانجام در سال ۱۲۰۱ درگذشت.